# Campionato austriaco di calcio
Il campionato austriaco di calcio (Fußball-Ligasystem in Österreich) è un insieme di tornei sportivi. I campionati sono suddivisi e organizzati in un settore professionale, uno semiprofessionista e uno amatoriale. Le tre divisioni maggiori prendono le denominazioni di Bundesliga, 2. Liga e Regionalliga. La provincia con la struttura più verticistica è il Vorarlberg, dove una squadra di nuova fondazione dovrebbe ottenere nove promozioni per giungere nel massimo campionato.

## Storia
Dopo i primi tornei all'inizio del secolo e la fondazione nel 1904 della Federazione austriaca, i primi campionati nazionali ufficiali si disputarono nel 1911-1912: il Rapid trionfò nella prima edizione a 11 squadre, che diventarono 10 dalla stagione successiva. Contrariamente a tutti gli altri Paesi europei, in Austria, allora Impero austro-ungarico, si continuò a giocare anche durante la prima guerra mondiale.
Dal 1919-1920 le squadre diventarono 12 e il loro numero variò poi negli anni successivi molto frequentemente, ma sempre fra 10 e 13, mantenendosi fisse a 12 per quasi tutti gli anni trenta. Il primo campionato professionistico risale a questi anni, esattamente al 1924-1925, quando da un anno giocavano nel campionato non più le sole squadre viennesi.
Anche durante la seconda guerra mondiale il campionato austriaco continuò a giocarsi fino all'aprile 1945, quando fu giocoforza interrotto. Il Rapid Vienna è l'unica squadra austriaca ad aver vinto il Meisterschale (il trofeo assegnato ai campioni di Germania), nella stagione 1940-1941.
Nel 1945-1946 fu disputata la 1. Klasse con sole squadre viennesi, con un numero di squadre sempre variabile, ma intorno alle 12 come da tradizione; solo dal 1949-1950 furono ammesse squadre da fuori Vienna, con la nascita della Staatsliga professionista a carattere nazionale, svincolata dalla Federazione. Dal 1951-1952 la Staatsliga A (era stata introdotta nel frattempo la Staatsliga B come seconda divisione) fu portata a 14 squadre.
Nel 1959-1960 la Staatsliga B divenne Regionalliga, prendendo la sua struttura finale a tre gironi (West, Mitte, Ost) l'anno seguente. Dopo il 1965 la Federazione riprese il controllo del campionato, sciogliendo la Staatsliga e cambiando il nome del massimo campionato in Nationalliga. Nel 1969-1970 la Nationalliga crebbe a 16 squadre, dopo un anno di transizione a 15, per arrivare nel 1974-1975 alla nascita della Bundesliga a 10 squadre e della Nationalliga (ora seconda divisione) a 14 (16 dalla stagione successiva).
Dal 1982-1983 anche la Bundesliga (ora 1. Division) fu formata da 16 squadre, fino ad una piccola rivoluzione a partire dal 1985-1986. Le prime due divisioni furono ridotte a 12 squadre che, dopo essersi incontrate tra di loro, formavano 3 gruppi da 8 squadre: il meisterplayoff per il titolo, il mittlereplayoff, le cui prime quattro andavano in 1. Division, e l'untereplayoff le cui ultime tre erano retrocesse in Regionalliga.
Questo formula complicata sopravvisse fino alla stagione 1992-1993: dall'anno successivo si passò a una Bundesliga a 10 squadre come l'attuale e a una 2. Division a 16. Nel 1998-1999 nacque la Erste Liga in luogo della 2. Division, con la configurazione di 10 squadre, divenute 12 con la stagione 2006-2007. Dal 2010-2011 ritorna alla vecchia formula ricalcando quella della Bundesliga. Oggi 12 sono i club maggiori e 16 le squadre cadette.

## Struttura dei campionati
| Livello | Campionato                     | Campionato                          | Campionato                          | Campionato                           | Campionato                        | Campionato                    | Campionato                      | Campionato                   | Campionato                          |
| 1 Pro   | Bundesliga 12 squadre          | Bundesliga 12 squadre               | Bundesliga 12 squadre               | Bundesliga 12 squadre                | Bundesliga 12 squadre             | Bundesliga 12 squadre         | Bundesliga 12 squadre           | Bundesliga 12 squadre        | Bundesliga 12 squadre               |
|         | ↑↓ 1 squadra                   |                                     |                                     |                                      |                                   |                               |                                 |                              |                                     |
| 2 Pro   | 2. Liga 16 squadre             | 2. Liga 16 squadre                  | 2. Liga 16 squadre                  | 2. Liga 16 squadre                   | 2. Liga 16 squadre                | 2. Liga 16 squadre            | 2. Liga 16 squadre              | 2. Liga 16 squadre           | 2. Liga 16 squadre                  |
|         | ↑↓ 1 squadra                   | ↑↓ 1 squadra                        | ↑↓ 1 squadra                        | ↑↓ 1 squadra                         | ↑↓ 1 squadra                      | ↑↓ 1 squadra                  | ↑↓ 1 squadra                    | ↑↓ 1 squadra                 | ↑↓ 1 squadra                        |
| Dil 1   | Regionalliga West 16 squadre   | Regionalliga West 16 squadre        | Regionalliga West 16 squadre        | Regionalliga Mitte 16 squadre        | Regionalliga Mitte 16 squadre     | Regionalliga Mitte 16 squadre | Regionalliga Ost 16 squadre     | Regionalliga Ost 16 squadre  | Regionalliga Ost 16 squadre         |
|         | ↑↓ 1 squadra                   | ↑↓ 1 squadra                        | ↑↓ 1 squadra                        | ↑↓ 1 squadra                         | ↑↓ 1 squadre                      | ↑↓ 1 squadra                  | ↑↓ 1 squadra                    | ↑↓ 1 squadra                 | ↑↓ 1 squadra                        |
| Dil 2-8 | Tirol Liga categorie inferiori | Salzburger Liga categorie inferiori | Vorarlberg Liga categorie inferiori | Steirischer Liga categorie inferiori | Kärntner Liga categorie inferiori | OÖ Liga categorie inferiori   | Wiener Liga categorie inferiori | NÖN-Liga categorie inferiori | Burgenland Liga categorie inferiori |